# Heini Müller
Henry Müller (fl. XX secolo) è stato un calciatore svizzero, di ruolo portiere.

## Carriera

### Giocatore
Nella stagione 1909-1910 ha giocato nell'Inter, collezionando 8 presenze.